# Hortense Lacroix
Pour les articles homonymes, voir Lacroix.
Albine Hortense Lacroix, née à Paris (ancien 2e arrondissement) le 8 avril 1809 et morte à Longpont le 16 mai 1875, est une femme de lettres et salonnière française, amie de Napoléon III.

## Biographie
Née à Paris au palais Cerutti, fille de Martin Lacroix, maître d'hôtel et de Marie Désirée Savreux, femme de chambre de la reine Hortense (mère du futur Napoléon III), Hortense Lacroix est la filleule du futur Napoléon III. Elle est élevée avec lui et partage son éducation. Elle est la sœur de l'architecte Joseph-Eugène Lacroix (1814-1873).
En 1833, Hortense Lacroix épouse le peintre Sébastien Cornu, en Italie.
Elle écrit des articles dont un pour l'Encyclopédie moderne — publiée par les frères Firmin-Didot — sous le pseudonyme de Sébastien Albin, pseudonyme dont elle use aussi pour ses traductions de l'anglais et de l'allemand.
À sa mort en 1875, Ernest Renan écrit une chronique mortuaire retraçant sa vie,.